# Реакція Реформатського

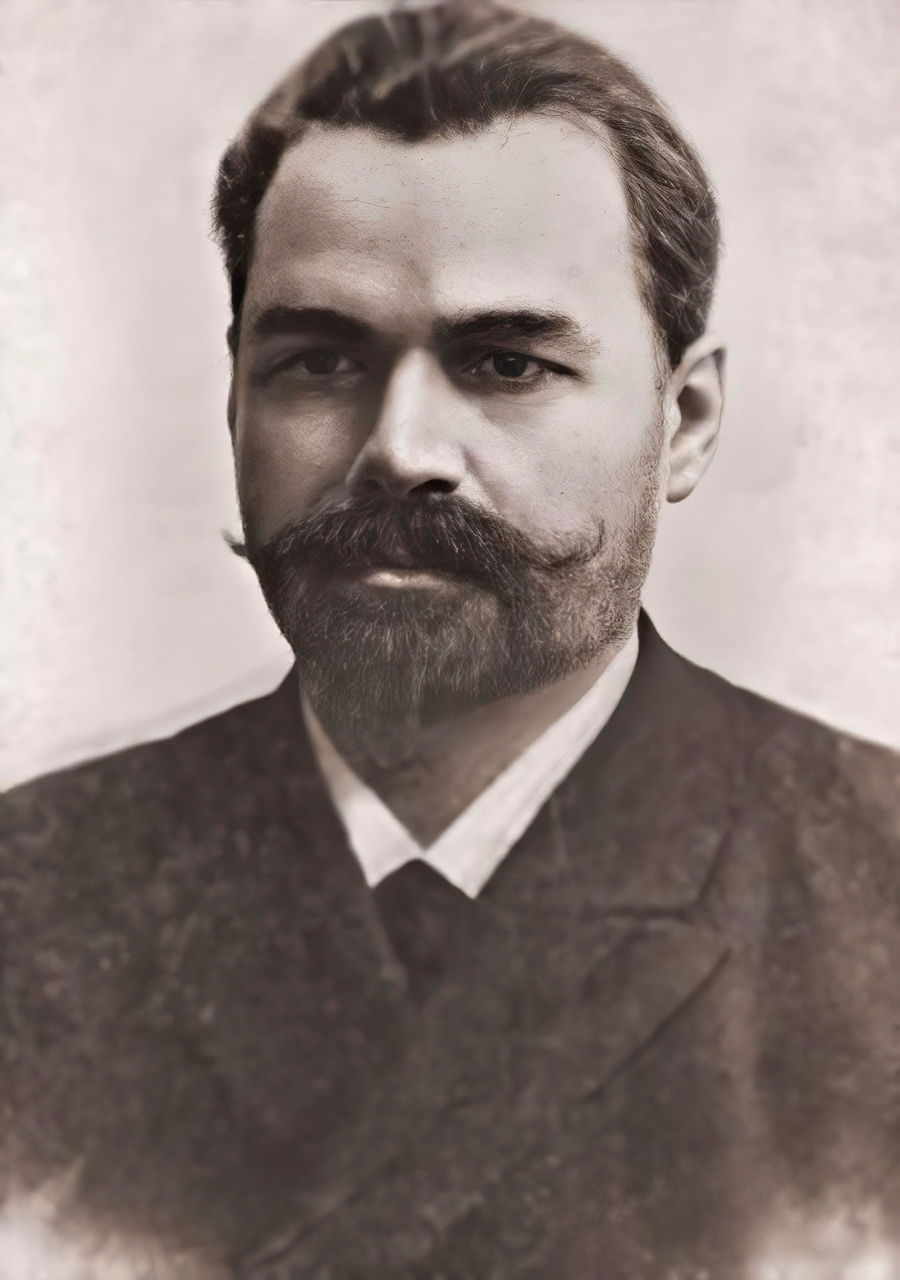
Сергія Реформатський

Реа́кція Реформа́тського — хімічна реакція в органічній хімії, спосіб синтезу естерів β-гідроксикислот  (також їх вінілогів, активність падає в ряду I > Br > Cl) з оксосполук та галогенпохідних естерів в присутності цинку у кислому середовищі (при нагріванні в органічних розчинниках — бензені, етері). Названа за ім'ям її винахідника — Сергія Реформатського.

## Механізм
Відбувається реакція конденсації між галогенпохідним естеру, кетоном та металевим цинком. В результаті взаємодії утворюється проміжний комплекс — цинковий алкоголят β-гідроксикислоти, який під дією гідролізу в кислому середовищі втрачає цинкгалогенідний замісник:
Попри загальну схожість механізмів реакції Реформатського та реакції Гріньяра, між ними є певна відмінність. Тут використовується металічний цинк замість магнію через його меншу хімічну активність по відношенню до естерної групи, проте він достатньо активний у взаємодії з кетонами.
Як варіант, замість карбонільних сполук можна також використовувати нітрили. В результаті гідролізу вони утворюватимуть необхідну карбонільну групу.